# Мещегаровська сільська рада
Мещега́ровська сільська рада (рос. Мещегаровский сельский совет) — муніципальне утворення у складі Салаватського району Башкортостану, Росія. Адміністративний центр — село Мещегарово.

## Населення
Населення — 1278 осіб (2019, 1553 в 2010, 1675 в 2002).

## Склад
До складу поселення входять такі населені пункти:
| Населений пункт    | Населення, осіб (2002) | Населення, осіб (2010) |
| ------------------ | ---------------------- | ---------------------- |
| Єланиш, село       | 317                    | 343                    |
| Мещегарово, село   | 605                    | 534                    |
| Саргамиш, присілок | 303                    | 256                    |
| Шаріпово, село     | 450                    | 420                    |